# Chloromma
Chloromma là một chi bướm đêm thuộc họ Geometridae.